# Enchylium
Enchylium (Ach.) Gray – rodzaj grzybów z rodziny galaretnicowatych (Collemataceae). Ze względu na współżycie z glonami zaliczany jest do grupy porostów.

## Systematyka i nazewnictwo
Pozycja w klasyfikacji według Index Fungorum: Collemataceae, Peltigerales, Lecanoromycetidae, Lecanoromycetes, Pezizomycotina, Ascomycota, Fungi.

## Gatunki występujące w Polsce
- Enchylium bachmanianum (Fink) Otálora, P.M. Jørg. & Wedin 2014 – tzw. galaretnica Bachmana
- Enchylium coccophorum (Tuck.) Otálora, P.M. Jørg. & Wedin 2014 – tzw. galaretnica wątła
- Enchylium conglomeratum (Hoffm.) Otálora, P.M. Jørg. & Wedin 2014 – tzw. galaretnica skupiona
- Enchylium limosum (Ach.) Otálora, P.M. Jørg. & Wedin 2014 – tzw. galaretnica mułowa
- Enchylium polycarpon (Hoffm.) Otálora, P.M. Jørg. & Wedin 2014 – tzw. galaretnica płodna
- Enchylium tenax (Sw.) Gray 1821 – tzw. galaretnica gliniasta

Nazwy naukowe na podstawie Index Fungorum. Nazwy polskie według W. Fałtynowicza.